# Кондостефан
Стефан (на средногръцки: Στέφανος), наричан поради ръста си Кондостефан (на средногръцки: Κοντοστέφανος) тоест Ниския Стефан, е византийски военачалник от времето на Василий II Българоубиец, доместик на Запада и висш командир в похода срещу България през 986 г.
На Кондостефан византийските летописци Скилица и Зонара приписват поражението в прохода Траянови врата. Според тях Кондостефан предизвиква отстъплението от обсадената българска крепост Сердика, като убеждава Василий II, че командващият войските във Филипопол магистър Лъв Мелисин се кани да се обяви за император и да завземе Константинопол. Тази дезинформация двамата хронисти обясняват не само с враждата между византийските командири, но и с желанието на Кондостефан да саботира успеха на предприятието, който би засилил властта на Василий II над пълководците му. Според медиевиста Васил Златарски истинският мотив на Кондостефан е да убеди упорития император да вдигне възможно най-скоро обсадата, станала безперспективна след унищожението на обсадната техника и опасна вследствие от недостига на прехрана и появата на силна българска войска в тила на византийците. На 17 август обаче, недалеч от Стопонион, отстъпващата към Филипопол византийска армия попада в засада и е избита в по-голямата си част от българите, предвождани от Самуил и Арон. Кондостефан оцелява, но клеветата по адрес на Мелисин му струва поста на главнокомандващ на Балканите.
Кондостефан е най-ранният известен днес представител на аристократичен род, който има голямо влияние в управлението на Византийската империя при Комнините. Смята се, че сред потомците му е един от най-добрите военачалници на император Мануил I Комнин – Андроник Кондостефан.

## Цитирана литература
- Златарски, Васил (1971). История на българската държава през Средните векове, Том 1. Част 2. София: „Наука и изкуство“, http://www.promacedonia.org/vz1b/vz1b_6_1.html
- Пириватрич, Сърджан (2000). Самуиловата държава. Обхват и характер. София, ISBN ISBN 954-540-020-X
- ((en)) Kazhdan, Alexander (ed) (1991). The Oxford Dictionary of Byzantium, vol. 2. Oxford and New York: Oxford University Press, ISBN 0-19-504652-8, COBISS.BG-ID: 1107246820, https://archive.org/details/odb_20210521/mode/2up